# A Kick in the Head Is Worth Eight in the Pants
A Kick in the Head Is Worth Eight in the Pants es un álbum de estudio del grupo Bee Gees. Originalmente conocido como The Bee Gees Album, su grabación comenzó a finales de 1972 en los estudios Record Plant en Los Ángeles, durante la misma fecha en que estaban siendo grabadas las canciones para el álbum Life in a Tin Can. Diez canciones fueron grabadas en noviembre de 1972 y cuatro más fueron grabadas en enero de 1973 en Londres, Inglaterra.

## Historia
A finales de 1972, los Bee Gees tenían dos álbumes grabados y listos para su publicación. El primero en ser publicado fue Life in a Tin Can en enero de 1973. El primer y único sencillo de dicho álbum, "Saw a New Morning", no fue un éxito en Estados Unidos ya que sólo alcanzó el puesto N.º 94. El álbum logró una posición ligeramente mejor, en el puesto N.º 69. Cuando llegó el tiempo de publicar el siguiente álbum, Robert Stigwood, representante de los Bee Gees y propietario de RSO Records, rechazó el álbum propuesto después del fracaso de su respectivo primer sencillo, "Wouldn't I Be Someone". El álbum fue archivado, y solamente unas pocas canciones fueron publicadas de forma oficial. "Elisa", "Wouldn't I Be Someone" y "King and Country" fueron publicados como sencillos en 1973, y nuevamente en 1990 como parte de la caja compilatoria Tales From The Brothers Gibb. Otra canción, "It Doesn't Matter Much to Me", fue publicada en un álbum compilatorio en el Reino Unido en 1974. Dicha canción fue regrabada para su inclusión en el álbum de 1974, Mr. Natural, de los Bee Gees, pero solo fue publicada como lado B del sencillo homónimo, "Mr. Natural". Un extracto de 30 segundos de "Castles in the Air" apareció en un disco promocional de 1978 llamado The Words and Music of Barry Gibb, Robin Gibb and Maurice Gibb.

## Lista de canciones

### Record Plant, 1972
1. "Elisa" – 2:53 (publicado como lado B de "Wouldn't I Be Someone" en junio de 1973)
2. "Wouldn't I Be Someone" – 5:44 (publicado como sencillo en junio de 1973, con duración de 3:24)
3. "A Lonely Violin" – 3:15
4. "Losers and Lovers" – 3:17
5. "Home Again Rivers" – 3:18
6. "Harry's Gate" – 3:30
7. "Rocky L.A." – 3:54
8. "Castles in the Air" – 3:41 (extracto de 30 segundos publicado en un disco promocional de RSO Records)
9. "Where Is Your Sister" – 3:11
10. "It Doesn't Matter Much to Me" – 4:29 (publicado en la compilación británica Gotta Get a Message to You en 1974)

### Londres, 1973
1. "King and Country" – 5:23 (publicado como lado B de "Wouldn't I Be Someone" en Alemania)
2. "Jesus in Heaven" – 3:26
3. "Life, Am I Wasting My Time?" – 2:57
4. "Dear Mr. Kissinger" – 4:09

## Personal
- Barry Gibb – voz, guitarra rítmica
- Robin Gibb – voz
- Maurice Gibb – voz, bajo eléctrico, piano, teclados, guitarras

Personal adicional
- Alan Kendall – guitarra líder
- Jim Keltner – batería

## Edición no oficial
El álbum ha sido publicado en forma no oficial por Drifter Records y Demon Records en Malasia. Ambos lanzamientos contienen todas las canciones señaladas anteriormente.
Los hermanos Gibb han señalado públicamente que un lanzamiento oficial del álbum jamás ocurrirá.[¿dónde?]

## Versiones
- "Castles in the Air" fue grabada por Graham Bonnet en 1973 e incluida como lado B de su sencillo "Trying to Say Goodbye".[4]
- "A Lonely Violin" fue grabada por Percy Sledge en 1997 e incluida en el álbum Shining Through the Rain.[5]